# Mustafa Barghouti
Mustafa Barghouti (n. en Jerusalén en 1954) es un médico y político palestino.
Barghouti estudió medicina en la Unión Soviética y en Jerusalén, y se graduó también en administración y gestión de empresa en la Universidad Stanford. En 1979 cofundó con un grupo de médicos la ONG palestina Union of Palestinian Medical Relief Committees (UPMRC), que atiende a más de un millón de personas desfavorecidas en Palestina a través de una red de centros médicos.
Fue uno de los delegados palestinos en la Conferencia de Paz de Madrid de 1991. Es secretario general del partido Iniciativa Nacional Palestina, que cofundó en 2002 con Haidar Abdel-Shafi, Edward Said e Ibrahim Dakkak. Fue candidato a presidente de la Autoridad Nacional Palestina en 2005, obteniendo el segundo lugar tras Mahmoud Abbas, con el 19,8 % de los votos. Es miembro del Consejo Legislativo Palestino (el parlamento palestino) desde 2006, y es miembro del Consejo Central de la Organización para la Liberación de Palestina (OLP). En 2007 fue brevemente ministro de Información. Actualmente vive en Ramala.
En 2010, fue condecorado con la Legión de Honor francesa por su labor a favor de la paz y de los derechos humanos en los Territorios Palestinos.